# Hustler
Hustler é uma revista pornográfica mensal voltada para o público heterossexual masculino publicada nos Estados Unidos. Foi fundada por e é de propriedade de Larry Flynt.

## História
A primeira publicação da Hustler foi em julho de 1974. A revista surgiu da Hustler Newsletter e da The Hustler for Today's Man que era uma propaganda do strip club de Flynt na época. O diretor e então editor executivo Mike Foldes ajudou a conceber a revista e escreveu inúmeros editoriais para Flynt antes de deixá-lo em novembro de 1975 para trabalhar para a revista High Times na cidade Nova Iorque. Na época, a sede da Hustler ficava em um apartamento/escritório sobre o Hustler Club na Gay Street, duas quadras do capitólio do estado de Ohio. A revista superou seu começo instável, ultrapassando a marca de um milhão de vendas com a publicação do ensaio fotográfico erótico de Jacqueline Kennedy Onassis no outono de 1975, para capturar o terceiro lugar do mercado de revistas pornográficas dos Estados Unidos. A revista alcançou o auge de circulação de 3 milhões. A circulação atual está abaixo de 500 mil 
[carece de fontes?]. A sede da publicação é em Beverly Hills, California.

## Conteúdo
Desde seu princípio, a Hustler procurou transgredir as convenções sobre o que as revistas poderiam mostrar. Foi uma das primeiras principais revistas masculinas nos Estados Unidos a quebrar o tabu que existia no começo dos anos setenta sobre mostrar um olhar mais explícito da genitália feminina que outras revistas da época, como a relativamente modesta Playboy. Foi a primeira revista norte-americana a mostrar pelos pubianos. A Penthouse rapidamente a seguiu, o que impeliu a Hustler a exibir sua primeira modelo com os pelos pubianos depilados. A revista causou um escândalo quando, na edição de julho de 1976, mostrou pelos pubianos na capa. Conseguiu também ser a primeira a mostrar pênis antes de suas rivais. Os ensaios fotográficos no começo da Hustler incluíam mulheres grávidas, mulheres de meia-idade (as quais a corrente principal da mídia rotulou de "geriátrico"), mulheres acima do peso, hermafroditas, amputadas e transexuais. Uma série fotográfica interracial em 1975 que exibia um homem negro e uma mulher branca foi muito controverso, e atraiu protestos tanto da Ku Klux Klan quanto da NAACP. A ‘’Hustler’’ publicou fotos explícitas de DSTs, câncer de pulmão causado pelos efeitos do cigarro, e imagens gráficas de vítimas de guerra. Atualmente, a Hustler é considerada mais explícita que Playboy e Penthouse. A revista frequentemente retrata temas hardcore como uso de sex toys, penetração, sexo grupal, e vaginas e ânus "gaping", que não são mais exibidas em suas principais concorrentes. Às fotografias da Hustler falta o foco suave muitas vezes visto na Playboy e na Penthouse.

## Postura política
A Hustler tem uma política editorial esquerdista em economia, política internacional e questões sociais. Isto a distingue de alguma forma das outras revistas pornográficas, que adotaram ideias liberais sobre liberdade de expressão e questões moralistas, mas se mantêm conservadoras, libertárias, ou neutros em outros assuntos como economia. Flynt e a Hustler são notados por terem uma perspective mais populista e da classe trabalhadora que Playboy e Penthouse. A revista foi chamada de "uma das [revistas de circulação em massa] mais explicitamente antagônica ", que regularmente transgride as "normas burguesas". Ela regularmente satiriza o establishment, classes profissionais, liberais, conservadores, acadêmicos, governo, políticos, os ricos, as feministas, líderes e organizações religiosos. Por toda a década de 1980, Flynt usou sua revista como um pódio com a qual lançava ataques sulfúricos e obscenos ao governo de Ronald Reagan e à Direita Religiosa.
Todo mês a Hustler é enviada, sem ser requisitada e de graça, para o gabinete de cada membro do Congresso dos Estados Unidos. Esta prática começou em 1974 ou 1983. Em uma entrevista, Flynt explicou, "Eu sinto que eles deveriam ser informados com o que está acontecendo no resto do mundo... Alguns deles não apreciam muito... Eu não tenho planos de parar." Vários membros do Congresso o processaram para que parasse de enviar as revistas, mas não obtiveram sucesso. EM 2006 o republicano Chris Cannon comentou: "É um abuso nojento do sistema." "É uma coisinha trapaceira e sórdida a fazer por uma pessoa sem consciência."

## Editora

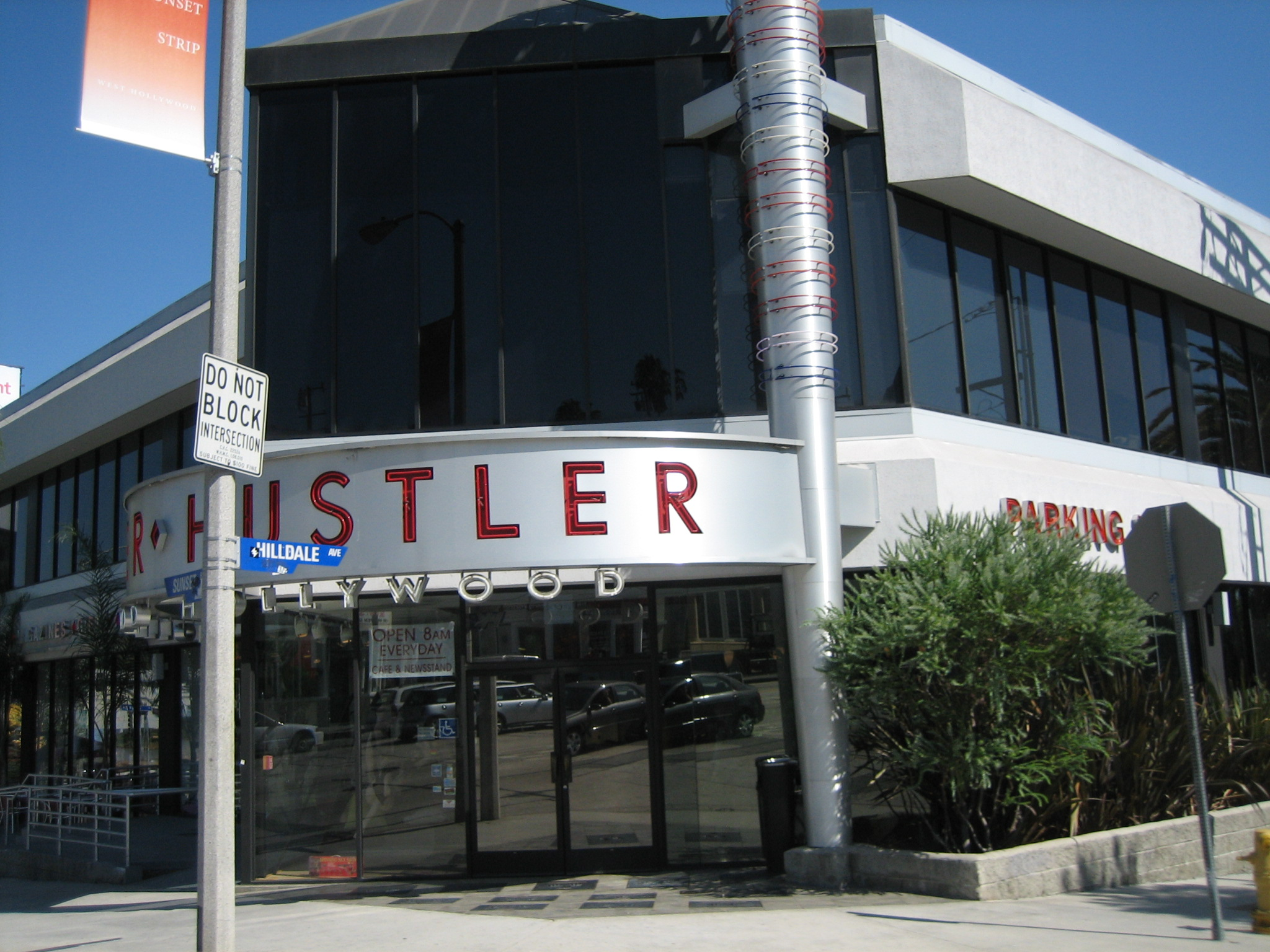
Uma loja da Hustler em Hollywood

Hustler é publicada pela Larry Flynt Publications (LFP, Inc),  que é controlada por Flynt.
A versão canadense da Hustler é publicada por uma firma baseada em Quebec. Esta revista não é propriedade de Flynt, mas tem licença para publicar material da versão norte-americana. Em geral, a Hustler canadense imita a aparência e o tom de sua contrapartida, com adição de conteúdo local. Em 1999, a revista criou uma pequena controvérsia no Canadá convidando leitores a enviar estórias sexualmente explícitas sobre Sheila Copps, uma membro esquerdista do gabinete Liberal.
Uma versão australiana da Hustler é publicada por uma firma baseada em S.A. Assim como a versão canadense, esta também não é propriedade de Larry Flynt. Em geral, a Hustler australiana imita a aparência e o tom da original, com adição de conteúdo local.

## Revistas relacionadas
LFP, Inc. publica inúmeras outras revistas que usam a marca Hustler:
- Hustler's Taboo, especializada em fetichismo, bondage e urofilia;
- Barely Legal, uma revista de soft core que enfoca principalmente modelos entre 18 e 23 anos;
- Asian Fever, concentra-se em modelos asiáticas;
- Hustler XXX, uma oferta mais genérica de hardcore;
- Hustler's Leg World
- Hustler's Chic Magazine, uma revista pornográfica iniciada por Larry Flynt, em 1976, apresentada como sendo destinada a uma clientela mais sofisticada do que a de Hustler.

## Websites
A LFP Internet Group, LLC, opera o domínio Hustler.com e um número relative de and ‘’sites’’, onde vende imagens e vídeos com conteúdo semelhantes ao das revistas.